# Dendrosicyos socotrana
Dendrosicyos socotrana är en gurkväxtart som beskrevs av Isaac Bayley Balfour. Dendrosicyos socotrana ingår i släktet Dendrosicyos och familjen gurkväxter. Inga underarter finns listade i Catalogue of Life.

## Bildgalleri

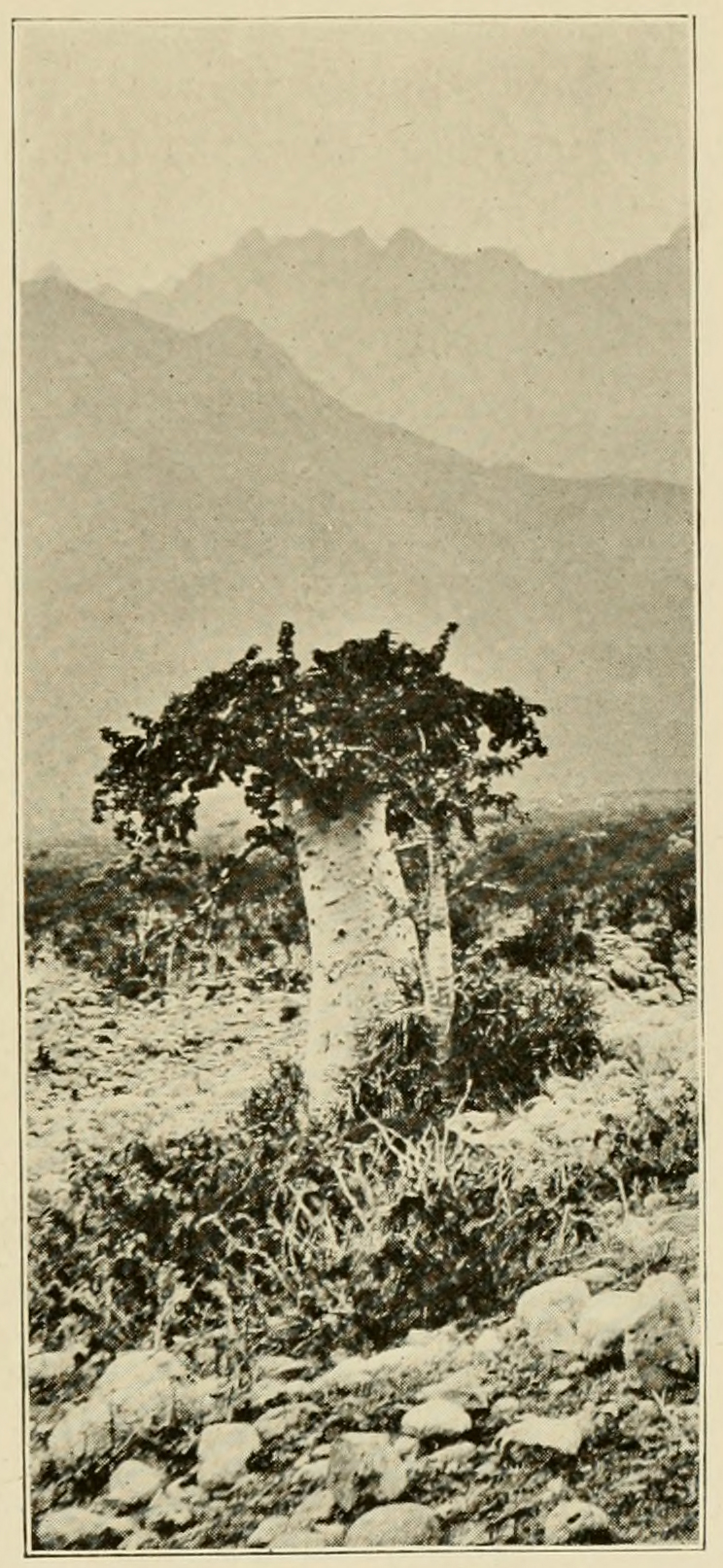